# استوارت برایت
استوارت برایت (انگلیسی: Stewart Bright؛ زادهٔ ۱۳ اکتبر ۱۹۵۷) بازیکن فوتبال اهل بریتانیا است.
از باشگاه‌هایی که در آن بازی کرده‌است می‌توان به باشگاه فوتبال چلمزفورد سیتی و باشگاه فوتبال کولچستر یونایتد اشاره کرد.